# اوکونگنکا
اوکونگنکا (به لهستانی:  Okuninka) یک روستا در لهستان است که در گمینا وووداوا واقع شده‌است. اوکونگنکا ۳۹۹ نفر جمعیت دارد.